# Liste der Baudenkmale in Bad Liebenwerda

Karte der Ortsteile von Bad Liebenwerda

In der Liste der Baudenkmale in Bad Liebenwerda sind alle denkmalgeschützten Gebäude der brandenburgischen Kurstadt Bad Liebenwerda und ihrer Ortsteile aufgelistet. Grundlage ist die Veröffentlichung der Landesdenkmalliste mit dem Stand vom 31. Dezember 2023. Die Bodendenkmale sind in der Liste der Bodendenkmale in Bad Liebenwerda aufgeführt.

## Baudenkmale in den Ortsteilen
In den Spalten befinden sich folgende Informationen:
- ID-Nr.: Die Nummer wird vom Brandenburgischen Landesamt für Denkmalpflege vergeben. Ein Link hinter der Nummer führt zum Eintrag über das Denkmal in der Denkmaldatenbank. In dieser Spalte kann sich zusätzlich das Wort Wikidata befinden, der entsprechende Link führt zu Angaben zu diesem Denkmal bei Wikidata.
- Lage: die Adresse des Denkmales und die geographischen Koordinaten. Link zu einem Kartenansichtstool, um Koordinaten zu setzen. In der Kartenansicht sind Denkmale ohne Koordinaten mit einem roten beziehungsweise orangen Marker dargestellt und können in der Karte gesetzt werden. Denkmale ohne Bild sind mit einem blauen bzw. roten Marker gekennzeichnet, Denkmale mit Bild mit einem grünen beziehungsweise orangen Marker.
- Bezeichnung: Bezeichnung in den offiziellen Listen des Brandenburgischen Landesamtes für Denkmalpflege. Ein Link hinter der Bezeichnung führt zum Wikipedia-Artikel über das Denkmal.
- Beschreibung: die Beschreibung des Denkmales
- Bild: ein Bild des Denkmales und gegebenenfalls einen Link zu weiteren Fotos des Baudenkmals im Medienarchiv Wikimedia Commons

### Bad Liebenwerda
| ID-Nr.                           | Lage                                   | Bezeichnung | Beschreibung | Bild                                                                          |
| -------------------------------- | -------------------------------------- | --- | --- | ----------------------------------------------------------------------------- |
| 09135319                         | (Lage)                                 | Altstadtbereich mit Markt, Kirche, Rathaus und Schloss | Eine erste urkundliche Erwähnung der Stadt Liebenwerda erfolgte im Jahre 1231. Im Schutze einer im 12. oder 13. Jahrhundert entstandenen Burg entwickelte sich bald eine Siedlung, welche bereits am Anfang des 14. Jahrhunderts das Stadtrecht besaß. Zwischenzeitlich als Pilgerort bekannt, hatte die Stadt im Dreißigjährigen Krieg schwere Zerstörungen und im Lauf der Zeit auch mehrere schlimme Stadtbrände zu ertragen. Ab dem beginnenden 20. Jahrhundert siedelte sich in Liebenwerda ein Eisenmoorbad an, so dass die Stadt seit dem Jahre 1925 den Beinamen Bad trägt. | Altstadtbereich mit Markt, Kirche, Rathaus und Schloss                        |
| 09135350                         | (Lage)                                 | Denkmal für die Opfer des Faschismus (OdF), im Kurpark | Das Denkmal wurde 1957 errichtet. Die Inschrift lautet: „Zum Ewigen Gedenken derer die für unsere Freiheit starben.“ | Denkmal für die Opfer des Faschismus (OdF), im Kurpark                        |
| 09135337                         | Dresdener Straße (Lage)                | Denkmal für Friedrich Wilhelm III., im Kurpark | Das Denkmal für König Friedrich Wilhelm III. wurde 1882 errichtet, welcher als Stifter des sogenannten Wäldchens, dem Kernstück des Bad Liebenwerdaer Kurparks, gilt. Erschaffen wurde es von Christian Daniel Rauch (1777–1857), einem der renommiertesten Bildhauer seiner Zeit. | weitere Bilder                                                                |
| 09135346                         | Bahnhofstraße 57 (Lage)                | Giebelfront des Gebäudes | Unter Denkmalschutz steht hier die Giebelfront des Gebäudes. Datiert wird sie auf die Jahre 1905 bis 1910. | Giebelfront des Gebäudes                                                      |
| 09136147                         | Berliner Straße 8 (Lage)               | Wegweiser | Der historische Wegweiser ist vor dem Bahnübergang an der Einmündung der Schloßäckerstraße zu finden. Er besteht aus Sandstein und wird auf die Zeit um 1900 datiert. | Wegweiser                                                                     |
| 09135548                         | Breite Straße 6 (Lage)                 | Wohnhaus mit Seitenflügel | Die Wohnhäuser Breite Straße 5 und 6 entstanden um 1883. Das Haus Nummer 6 verfügt über eine spätklassizistische Fassade und ist damit ein Zeugnis des Wandels von den zuvor gebauten Ackerbürgerhäusern hin zu Wohn- und Geschäftshäusern des ausgehenden 19. Jahrhunderts. | Wohnhaus mit Seitenflügel                                                     |
| 09135331                         | Burgplatz (Lage)                       | Lubwartturm | Der Turm wurde um 1207 errichtet, er ist der Überrest einer Burg und hat einen quadratischen Grundriss. Der Turm wurde aus Backstein und Bruchstein erbaut. Der Eingang befindet sich auf der Ostseite, darüber befindet sich das kurfürstlich sächsische Wappen. | weitere Bilder                                                                |
| 09135333                         | Burgplatz 2 (Lage)                     | Nebengebäude des Schlosses, Gefolge-Wohnhaus | Bei dem Haus handelt es sich um ein ehemaliges Nebengebäude des Liebenwerdaer Schlosses, in welchem das Gefolge untergebracht war. Die Entstehungszeit wird auf das 15./16. Jahrhundert datiert. Nach einem Brand im Jahre 1733 folgen Umbauarbeiten. In der Gegenwart ist hier das Bad Liebenwerdaer Kreismuseum untergebracht. | Nebengebäude des Schlosses, Gefolge-Wohnhaus                                  |
| 09135334                         | Burgplatz 3 (Lage)                     | Schlosskeller | Datiert wird der unmittelbar rechterhand des Kreismuseums gelegene Schlosskeller auf die zweite Hälfte des 16. Jahrhunderts. Er dient mit seinen modernen Aufbauten inzwischen als Veranstaltungsgebäude. Außerdem befindet sich in den Räumen ein Gastronomiebetrieb. | Schlosskeller                                                                 |
| 09135332                         | Burgplatz 4 (Lage)                     | Amtsgericht (über Grundmauern des Hauptgebäudes des Hinterschlosses) | Das Bad Liebenwerdaer Amtsgericht entstand über Grundmauern des einstigen Hauptgebäudes des Hinterschlosses. Es ist unmittelbar am Lubwartturm zu finden und entstand in der heutigen Form am Anfang der 1950er Jahre. | Amtsgericht (über Grundmauern des Hauptgebäudes des Hinterschlosses)          |
| 09135307                         | Burgplatz 5 (Lage)                     | Gefängnis | Der dreigeschossige Ziegelbau entstand 1863 auf dem ehemaligen Burggelände. Der schlichte Bau besteht aus zwei kubischen Baukörpern, die von einem Zinnenkranz bekrönt werden. | Gefängnis                                                                     |
| 09135547                         | Dresdener Straße 2 (Lage)              | Historischer Kernbau „Norddeutscher Hof“ | Der Norddeutsche Hof ist einer der ältesten und traditionsreichsten Gasthöfe der Stadt Bad Liebenwerda. Seine Entstehung wird auf die Zeit um 1700 datiert. | Historischer Kernbau „Norddeutscher Hof“                                      |
| 09135357                         | Dresdener Straße 21 (Lage)             | Landratsamt und Landratsvilla | Die Gebäudegruppe wurde 1895–1896 nach einem Entwurf der Dresdner Architekten William Lossow und Hermann Viehweger errichtet. Im Jahr 2015 befanden sich in den Gebäuden seniorengerechte Wohnungen. | Landratsamt und Landratsvilla                                                 |
| 09136280 Teilobjekt zu: 09135357 | Dresdener Straße 21 (Lage)             | Villa | Die Villa wurde 1896 erbaut. | BW                                                                            |
| 09135353                         | Fischergasse 12 (Lage)                 | Fischrelief am Haus des ehemaligen Fischrichters | Das Fischrelief am Haus des ehemaligen Fischrichters stellt das Zeichen der einstigen Fischergesellschaft an einem Haus in der Fischergasse in der 1874 eingemeindeten Vorstadt Stadtwinkel dar. Die Entstehung wird in das 19. Jahrhundert datiert. | Fischrelief am Haus des ehemaligen Fischrichters                              |
| 09135351                         | Heinrich-Heine-Straße 42 (Lage)        | Dekorative Wandgestaltung „Sport“ an der Sporthalle des ehemaligen Gymnasiums | Die Wandgestaltung „Sport“ ist an der Sporthalle des ehemaligen Gymnasiums zu finden. Entstanden ist es nach Entwürfen des Bildhauers Heinz Schmidt im Jahre 1971. | Dekorative Wandgestaltung „Sport“ an der Sporthalle des ehemaligen Gymnasiums |
| 09135320                         | Markt (Lage)                           | Stadtpfarrkirche St. Nikolai | Die Stadtpfarrkirche St. Nikolai ist ein spätgotisches Bauwerk, dessen genaues Baudatum unbekannt ist. Nach einem Brand setzte sich Friedrich III. dafür ein, sie im Jahr 1515 wieder aufzubauen. Aus den Jahren 1519 und 1544 sind Besuche Martin Luthers überliefert. Im Innern befinden sich eine neugotische Kanzel sowie eine prachtvolle Flachdecke, die der Kirchenmaler August Oetken 1911 gestaltete. Die Glasmalereien in den vier Fenstern des Chors zeigen Taufe, Geburt, Kreuzigung und Auferstehung Jesu Christi. Sie entstanden 1908 in der Werkstatt Gerstner & Werner in Görlitz und gehen auf Stiftungen des Apothekers Liebe sowie des Büromaschinenherstellers Reiss zurück. Sehenswert ist weiterhin eine Fünte aus Sandstein aus dem Jahr 1671, sowie ein überlebensgroßes Kruzifix vor einem Triumphkreuz an der Südwand, das vermutlich aus dem 16. oder 17. Jahrhundert stammt. | Stadtpfarrkirche St. Nikolai                                                  |
| 09135336                         | Markt (Lage)                           | Marktbrunnen „Mädchen Barbara mit Fischen“ | Der sich unmittelbar neben der Nikolaikirche befindliche Brunnen wurde ursprünglich im Jahre 1910 zur Erinnerung an die Schlacht bei Sedan errichtet. In seiner Mitte befand sich die bronzene Figur eines Deutschen Michels. Diese Figur wurde 1943 zu Kriegszwecken eingeschmolzen und 1956 durch die von Dorothea von Philipsborn geschaffene bronzene Skulptur des Hirtenmädchens Barbara ersetzt. | weitere Bilder                                                                |
| 09136109 Teilobjekt zu: 09135336 | Markt (Lage)                           | Skulptur | | Skulptur                                                                      |
| 09135338                         | Markt (Lage)                           | Plastik „Die Wasserschöpferin“ | Bei der Plastik handelt es sich um einen Abguss der Gießerei Lauchhammer nach einem Original von Bildhauer Ludwig Wilhelm Wichmann, um 1840. Die Plastik befindet sich heute unmittelbar am Rathaus neben dem Bad Liebenwerdaer Markt. Die Entstehung wird in die zweite Hälfte des 19. Jahrhunderts datiert. | Plastik „Die Wasserschöpferin“                                                |
| 09135329                         | Markt 1 (Lage)                         | Rathaus | Der zweigeschossige Putzbau wurde 1799–1805 erbaut. Auf dem Mansard-Krüppelwalmdach befindet sich ein Dachreiter. Der Mittelrisalit ist nur wenig ausgebildet, darüber befinden sich ein Portal und ein Zwerchhaus. | weitere Bilder                                                                |
| 09135752                         | Markt 5 (Lage)                         | Saalbau des Gasthofs „Zum weißen Roß“ | Der Gasthof wurde im Jahre 1707 erstmals als solcher urkundlich erwähnt. Während der Befreiungskriege nahm Ende September 1813 nahm der preußische General Dobschütz hier Quartier. Unter Denkmalschutz steht der um 1900 errichtete Saal des alten Gasthofs. | Saalbau des Gasthofs „Zum weißen Roß“                                         |
| 09135330                         | Markt 27 (Lage)                        | Wohnhaus (Druckerei Ziehlke) | Der zweigeschossige Putzbau mit Mansarddach und Giebelwalm entstand in der ersten Hälfte des 19. Jahrhunderts und wurde später durch die Druckerei Ziehlke genutzt. Das Gebäude ist unmittelbar am Markt zu finden. | Wohnhaus (Druckerei Ziehlke)                                                  |
| 09135808                         | Mittelstraße 4/5 (Lage)                | Wohnhaus und Verwaltungsgebäude des Unternehmens Reiss | 1892 begann der Unternehmer Robert Reiss in den Gebäuden mit der Produktion von Zeichentischen und Vermessungsinstrumenten. An den Eisenringen an der Fassade band man bis zum Beginn des 20. Jahrhunderts Pferde und Rinder fest, die auf den Viehmärkten verkauft wurden. | Wohnhaus und Verwaltungsgebäude des Unternehmens Reiss                        |
| 09136446 Teilobjekt zu: 09135808 | Mittelstraße 4 (Lage)                  | Wohnhaus | | BW                                                                            |
| 09136447 Teilobjekt zu: 09135808 | Mittelstraße 5 (Lage)                  | Wohnhaus | | BW                                                                            |
| 09135778                         | Mittelstraße 23 (Lage)                 | Wohnhaus | Die Entstehungszeit des zweigeschossigen Ziegelbaus wird in das erste Viertel des 20. Jahrhunderts datiert. | Wohnhaus                                                                      |
| 09135354                         | Riesaer Straße 5-7 (Lage)              | Stadtschule mit Turnhalle | Errichtet wurde das Schulgebäude des heutigen Grundschulzentrums Robert Reiss am Anfang der 1950er Jahre. Das Hauptgebäude besitzt einen L-förmigen Grundriss ist zweigeschossig und mit einem Satteldach versehen. Dem Hauptgebäude schließt sich eine 1954 entstandene Turnhalle an. | Stadtschule mit Turnhalle                                                     |
| 09136279 Teilobjekt zu: 09135354 | Riesaer Straße 5 (Lage)                | Turnhalle | | BW                                                                            |
| 09135335                         | Rosmaringasse 4 (Lage)                 | Wohnhaus | Das Wohnhaus wurde um 1830 in Fachwerkbauweise erbaut, wobei der Keller des Gebäudes vermutlich deutlich älter ist. Eine umfangreiche Sanierung erfolgte 2008. | Wohnhaus                                                                      |
| 09135344                         | Rossmarkt 10/11 / Bahnhofstraße (Lage) | Schlussstein über der Toreinfahrt an der Bahnhofstraße | Errichtet wurde das Haus 1801. Bei dem unter Denkmalschutz stehenden Schlussstein handelt es sich um den Schlussstein Nummer 185. | Schlussstein über der Toreinfahrt an der Bahnhofstraße                        |
| 09135748                         | Schloßstraße 10 (Lage)                 | Postamt | Das Gebäude wurde 1883 bis 1884 im Baustil der Neorenaissance durch den Liebenwerdaer Bauunternehmer Carl Weiland errichtet. | weitere Bilder                                                                |
| 09135355                         | Schloßstraße 12 (Lage)                 | Villa | Der Bauherr der „Villa Ida“ war vermutlich der erste Ehrenbürger Liebenwerdas, Senator Hentzschel. Die Entstehungszeit der zweigeschossigen Turmvilla wird auf die Zeit zwischen 1895 und 1900 datiert. | Villa                                                                         |
| 09135595                         | Südring 18 (Lage)                      | Betriebsgebäude der ESSAG | Das zweigeschossige Fachwerkgebäude ist unmittelbar südlich des Stadtzentrums zu finden. Seine Entstehung wird auf das Jahr 1889 datiert. | Betriebsgebäude der ESSAG                                                     |
| 09135356                         | Südring 22 (Lage)                      | Verwaltungsgebäude der Ortskrankenkasse | Das 2 1⁄2-geschossige Gebäude ist ebenfalls unmittelbar südlich des Stadtzentrums zu finden. Die Entstehung wird auf das Jahr 1930 datiert. Zu DDR-Zeiten befand sich hier der Sitz des FDGB. | Verwaltungsgebäude der Ortskrankenkasse                                       |
| 09135713                         | Torgauer Straße (Lage)                 | Trauerhalle, Ehrentempel, Ehrenhain, Denkmal „Germania“, historische Grabanlagen, Grabmale und Grabeinfriedungen sowie Eingangsportal und Einfriedungsmauer des städtischen Friedhofs | Auf dem historischen Stadtfriedhof von Bad Liebenwerda, der nahe dem westlichen Ortsausgang der Stadt gelegen ist, befinden sich zahlreiche Gräber historischer Persönlichkeiten von Bad Liebenwerda. Neben einem Gefallenendenkmal sind hier auch einige sehenswerte Kunstwerke zu finden. | weitere Bilder                                                                |
| 09136115 Teilobjekt zu: 09135713 | Torgauer Straße ()                     | Gedenkstätte & Grabanlage | Superintendenten und Pfarrer | Gedenkstätte & Grabanlage                                                     |
| 09136116 Teilobjekt zu: 09135713 | Torgauer Straße ()                     | Kriegerdenkmal & Kriegsgräberanlage | | Kriegerdenkmal & Kriegsgräberanlage                                           |
| 09136117 Teilobjekt zu: 09135713 | Torgauer Straße ()                     | Denkmal | Germania | Denkmal                                                                       |
| 09136118 Teilobjekt zu: 09135713 | Torgauer Straße ()                     | Grabanlage | Kantor Christian Reußner | ein Bild hochladen                                                            |
| 09136119 Teilobjekt zu: 09135713 | Torgauer Straße ()                     | Grabanlage | Familiengrabstätte Robert Reiss, Begründer der Büromobel- und Zeichenbedarfsfirma Reiss | Grabanlage                                                                    |
| 09136120 Teilobjekt zu: 09135713 | Torgauer Straße ()                     | Grabmal | Ein neugotisches Grabmal aus der Zeit von 1850 bis 1870. | ein Bild hochladen                                                            |
| 09136121 Teilobjekt zu: 09135713 | Torgauer Straße ()                     | Grabkreuz | Obenaus | ein Bild hochladen                                                            |
| 09136122 Teilobjekt zu: 09135713 | Torgauer Straße ()                     | Grabanlage | Urnengrabanalge | ein Bild hochladen                                                            |
| 09136123 Teilobjekt zu: 09135713 | Torgauer Straße ()                     | Grabmal | O. Krieger (wahrscheinlich) | ein Bild hochladen                                                            |
| 09136124 Teilobjekt zu: 09135713 | Torgauer Straße ()                     | Grabkreuz | von 1912 | ein Bild hochladen                                                            |
| 09136125 Teilobjekt zu: 09135713 | Torgauer Straße ()                     | Einfriedung | Familie Becker | ein Bild hochladen                                                            |
| 09136126 Teilobjekt zu: 09135713 | Torgauer Straße ()                     | Grabmal | Trauernde | ein Bild hochladen                                                            |
| 09136127 Teilobjekt zu: 09135713 | Torgauer Straße ()                     | Grabmal | Familie Wohlfarth | ein Bild hochladen                                                            |
| 09136128 Teilobjekt zu: 09135713 | Torgauer Straße ()                     | Grabmal & Grabkreuz | Albert Jost, Zimmermeister und Julius Karl Jost | ein Bild hochladen                                                            |
| 09136129 Teilobjekt zu: 09135713 | Torgauer Straße ()                     | Grabmal | Paul Rose | ein Bild hochladen                                                            |
| 09136130 Teilobjekt zu: 09135713 | Torgauer Straße ()                     | Grabmal | Elterngrab | ein Bild hochladen                                                            |
| 09136131 Teilobjekt zu: 09135713 | Torgauer Straße ()                     | Grabmal | Manfred Kaulfuß | ein Bild hochladen                                                            |
| 09136132 Teilobjekt zu: 09135713 | Torgauer Straße ()                     | Grabmal und Einfriedung | Senator Wilhelm Hentschel, gestorben 1912 | ein Bild hochladen                                                            |
| 09136133 Teilobjekt zu: 09135713 | Torgauer Straße ()                     | Einfriedung | Familie Kluge | ein Bild hochladen                                                            |
| 09136134 Teilobjekt zu: 09135713 | Torgauer Straße ()                     | Grabmal | Familie Lehmann | ein Bild hochladen                                                            |
| 09136135 Teilobjekt zu: 09135713 | Torgauer Straße ()                     | Grabmal | Caroline Richter | ein Bild hochladen                                                            |
| 09136136 Teilobjekt zu: 09135713 | Torgauer Straße ()                     | Grabanlage | Wilhelm Thielemann, Emma Thielemann, Else Thielemann, Otto Thielemann | ein Bild hochladen                                                            |
| 09136137 Teilobjekt zu: 09135713 | Torgauer Straße ()                     | Grabanlage | Weiland (Familie) | Grabanlage                                                                    |
| 09136138 Teilobjekt zu: 09135713 | Torgauer Straße ()                     | Grabanlage | Carl Zielke (1928) | ein Bild hochladen                                                            |
| 09136139 Teilobjekt zu: 09135713 | Torgauer Straße ()                     | Grabanlage | Heidi Zielke, hinter der Hauptgrabanalge, in der Erweiterung | ein Bild hochladen                                                            |
| 09136140 Teilobjekt zu: 09135713 | Torgauer Straße ()                     | Grabanlage | Carl Zielke | ein Bild hochladen                                                            |
| 09136141 Teilobjekt zu: 09135713 | Torgauer Straße ()                     | Grabmal | Büchner (Familie) | ein Bild hochladen                                                            |
| 09136142 Teilobjekt zu: 09135713 | Torgauer Straße ()                     | Einfriedung | Dommasch/Riemann/Goebel | ein Bild hochladen                                                            |

### Burxdorf
| ID-Nr.   | Lage              | Bezeichnung                                                                             | Beschreibung | Bild           |
| -------- | ----------------- | --------------------------------------------------------------------------------------- | --- | -------------- |
| 09135474 | (Lage)            | Dorfkirche                                                                              | Die evangelische Dorfkirche wurde im zweiten Viertel des 13. Jahrhunderts im frühgotischen Stil erbaut. Im Westen der Kirche befindet sich ein Dachreiter, dieser stammt aus dem 19. Jahrhundert. Im Inneren befindet sich eine barocke Balkendecke und eine dreiseitige Empore. Der Altaraufsatz wurde im 17. Jahrhundert erstellt, in dessen Hauptfeld befinden sich Schnitzfiguren aus dem 15. Jahrhundert. Im Chor befinden sich weitere spätgotische Schnitzfiguren. | weitere Bilder |
| 09135475 | (Lage)            | Alte Schanze (ehemaliger Kugelfang)                                                     | Diese Gefangenenlager auf der Gemeindeflur Burxdorf ist südwestlich der Ortslage Neuburxdorf auf den Gemarkungen von Burxdorf und Altenau zu finden. Sie wird auf die Jahre 1813 und 1814 und damit in die Zeit der Befreiungskriege datiert. | BW             |
| 09135822 | Dorfstraße (Lage) | Wegweiser, an dem zwischen Ortskern und Ortserweiterung nach Süden abzweigenden Feldweg | Der mit einer Inschrift versehene historische Wegweiser besteht aus Sandstein und wird auf die zweite Hälfte des 18. Jahrhunderts datiert. | BW             |

### Dobra
| ID-Nr.   | Lage                             | Bezeichnung                                          | Beschreibung | Bild           |
| -------- | -------------------------------- | ---------------------------------------------------- | --- | -------------- |
| 09135364 | Dorfstraße 6 (Lage)              | Scheune eines Gehöfts                                | Die historische Fachwerkscheune im Ortszentrum wird auf das Jahr 1797 datiert. | weitere Bilder |
| 09135365 | Dorfstraße 13 (Lage)             | Wohnhaus                                             | Das ebenfalls im Ortszentrum gelegene Gebäude ist ein historischer Fachwerkbau und wird auf das Jahr 1801 datiert. | weitere Bilder |
| 09135362 | Kirchplatz (Lage)                | Dorfkirche Dobra                                     | Die evangelische Kirche ist ein Feldsteinbau aus dem 15. Jahrhundert. Der Dachturm wurde 1752 hinzugefügt. Im Inneren befindet sich Stuckrahmendecke und eine Empore im Westen. Der Schnitzaltar wurde 1510 erstellt.                                | weitere Bilder |
| 09135363 | Haidaer Weg, Kraupaer Weg (Lage) | Taubenhaus                                           | Das Taubenhaus der einstigen Dobraer Obermühle befindet sich unweit der Kirche und stammt aus dem 18. Jahrhundert. Anfang der 1980er Jahre noch in erbarmungswürdigem Zustand ist es inzwischen eine sanierte lokale Sehenswürdigkeit.               | weitere Bilder |
| 09135366 | Maasdorfer Weg 5 (Lage)          | Jagdhaus (später Försterei) von Friedrich August II. | Das mit einem Krüppelwalmdach versehene Dobraer Jagdhaus wurde vermutlich noch unter dem sächsischen Kurfürsten Friedrich August II. im 18. Jahrhundert errichtet und diente später als Försterei, von wo aus das Dobraer Forstrevier betreut wurde. | weitere Bilder |

### Kosilenzien
| ID-Nr.   | Lage                 | Bezeichnung | Beschreibung | Bild       |
| -------- | -------------------- | ----------- | --- | ---------- |
| 09135422 | (Lage)               | Dorfkirche  | Bei der Kirche in Kosilenzien handelt es sich um einen aus dem Jahre 1817 stammenden verputzten Saalbau mit abgeschrägten Ecken an der Ostseite. Sie gehört heute zum Pfarrbereich Wahrenbrück. | Dorfkirche |
| 09135023 | Dorfstraße 37 (Lage) | Bauernhaus  | Bei dem historischen Gebäude handelt es sich um einen zweigeschossigen Fachwerkbau, dessen Entstehung auf die Zeit um 1800 datiert wird.                                                        | BW         |

### Kröbeln
| ID-Nr.                           | Lage                        | Bezeichnung                                                 | Beschreibung | Bild                                                    |
| -------------------------------- | --------------------------- | ----------------------------------------------------------- | --- | ------------------------------------------------------- |
| 09135424                         | (Lage)                      | Dorfkirche                                                  | Bei der Kröbelner Kirche handelt es sich um einen aus dem Jahre 1732 stammenden verputzten Saalbau mit dreiseitigem Ostschluss. Die Kirche wurde am 25. März 1734 eingeweiht. Sie gehört heute zum Pfarrbereich Mühlberg.     | weitere Bilder                                          |
| 09135754                         | Mühlberger Straße 16 (Lage) | Pfarrhaus mit zugehörigem Wirtschafts- und Stallgebäude     | Das zweigeschossige Gebäude wird auf die zweite Hälfte des 19. Jahrhunderts datiert. | Pfarrhaus mit zugehörigem Wirtschafts- und Stallgebäude |
| 09135951 Teilobjekt zu: 09135754 | Mühlberger Straße 16 ()     | Stall                                                       | | ein Bild hochladen                                      |
| 09135755                         | Mühlberger Straße 18 (Lage) | Schulhaus mit zugehörigem Toiletten- und Wirtschaftsgebäude | Die Kröbelner Dorfschule entstand im Jahre 1904 als Nachfolgebau eines zuvor abgebrochenen Vorgängerbaus. Das Gebäude wurde als zweigeschossiger Ziegelbau mit Satteldach ausgeführt, ebenso das eingeschossige Nebengebäude. | weitere Bilder                                          |
| 09135952 Teilobjekt zu: 09135755 | Mühlberger Straße 18 ()     | Toilettenhaus & Wirtschaftsgebäude                          | Die Gebäude befindet sich auf dem Hof. | ein Bild hochladen                                      |

### Langenrieth
| ID-Nr.   | Lage              | Bezeichnung                            | Beschreibung | Bild           |
| -------- | ----------------- | -------------------------------------- | --- | -------------- |
| 09135477 | (Lage)            | Ausstattung der Dorfkirche Langenrieth | Die Dorfkirche Langenrieth ist ein aus dem Jahre 1913 stammender Saalbau mit quadratischen Westturm. Ihre Ausstattung stammt zu einem Großteil aus dem Vorgängerbau, einer aus dem 17. Jahrhundert stammenden Fachwerkkirche. Es handelt sich um eine Sandsteintaufe aus dem Jahr 1612 und ein Kruzifix aus dem 16. Jahrhundert. Weiter befindet sich drei Schnitzfiguren an der Chorwand. | weitere Bilder |
| 09135313 | Gutsweg 38 (Lage) | Wohnhaus des Vorwerks                  | Das historische Gebäude ist zweigeschossig, besteht aus Sandstein und ist mit einem Krüppelwalmdach versehen. Die Entstehung wird auf die Zeit zwischen 1751 und 1880 datiert. | BW             |

### Lausitz
| ID-Nr.   | Lage                 | Bezeichnung | Beschreibung                                                                                        | Bild           |
| -------- | -------------------- | ----------- | --------------------------------------------------------------------------------------------------- | -------------- |
| 09135425 | Dorfstraße 40 (Lage) | Kumthalle   | Die Entstehung der historischen Kumthalle in der Dorfstraße 40 wird in das 19. Jahrhundert datiert. | weitere Bilder |

### Möglenz
| ID-Nr.   | Lage   | Bezeichnung | Beschreibung | Bild           |
| -------- | ------ | ----------- | --- | -------------- |
| 09135432 | (Lage) | Dorfkirche  | Die evangelische Kirche ist im Ursprung eine spätgotische Kirche. Nach einem Brand wurde die Kirche von 1819 bis 1820 erneuert und dabei verändert. Die Mauern wurden erhöht, die Fenster vergrößert und die Außenmauern wurden verputzt. Die Ausstattung im Innerung stammt aus der Zeit um 1820. | weitere Bilder |

### Neuburxdorf
| ID-Nr.                           | Lage                 | Bezeichnung | Beschreibung | Bild                            |
| -------------------------------- | -------------------- | --- | --- | ------------------------------- |
| 09135473                         | Schwarzer Weg (Lage) | Soldatenfriedhof mit Gräberfeld und dessen Wegeführung sowie der Freifläche mit dem Denkmal, der alten Friedhofskapelle und der Lindenallee | Das Denkmal ist Teil einer größeren Gedenkanlage. Es ist auf dem Soldatenfriedhof Neuburxdorf zu finden und dient dem Gedenken der im Kriegsgefangenenlager Stalag IV B gestorbenen Opfer. | weitere Bilder                  |
| 09136467 Teilobjekt zu: 09135473 | Schwarzer Weg ()     | Friedhofskapelle & Gedenkstätte | | Friedhofskapelle & Gedenkstätte |
| 09136468 Teilobjekt zu: 09135473 | Schwarzer Weg ()     | Denkmal | Das Denkmal steht am östlichen Ende des einstigen Gräberfelds des Soldatenfriedhofs. | Denkmal                         |

### Oschätzchen
| ID-Nr.                           | Lage                 | Bezeichnung | Beschreibung | Bild           |
| -------------------------------- | -------------------- | ----------- | --- | -------------- |
| 09135478                         | Dorfstraße 51 (Lage) | Dorfkirche  | Die Dorfkirche wurde 1908 am Standort einer zuvor abgerissenen und aus dem 17. Jahrhundert stammenden Fachwerkkirche errichtet. Der neubarocke Saalbau besitzt unter anderem einen Flügelaltar aus dem 15. Jahrhundert und eine ebenfalls unter Denkmalschutz stehende Orgel aus dem Jahre 1908. | weitere Bilder |
| 09136009 Teilobjekt zu: 09135478 | Dorfstraße 51 (Lage) | Orgel       | Der Orgelbauer Arno Voigt hat die Orgel 1908 gebaut. | BW             |

### Prieschka
| ID-Nr.   | Lage                 | Bezeichnung | Beschreibung | Bild           |
| -------- | -------------------- | ----------- | --- | -------------- |
| 09135660 | Dorfstraße (Lage)    | Glockenturm | Der Glockenturm wurde 1929 errichtet. Der Bau des Turms beruht auf einer Stiftung der in Prieschka geborenen Brüder Georg und Julius Müller in Höhe von 5000 Mark, welche für die Anschaffung von zwei Glocken gedacht waren. | weitere Bilder |
| 09135486 | Dorfstraße 62 (Lage) | Wohnhaus    | Erbaut wurde das Gebäude im Jahre 1827. Es handelt sich hier um ein in der Nähe des alten Dorfangers gelegenen Fachwerkbau mit Satteldach.                                                                                    | weitere Bilder |

### Zeischa
| ID-Nr.                           | Lage                 | Bezeichnung                                                                                   | Beschreibung | Bild                                                                                          |
| -------------------------------- | -------------------- | --------------------------------------------------------------------------------------------- | --- | --------------------------------------------------------------------------------------------- |
| 09135501                         | (Lage)               | Grabdenkmal des im Dreißigjährigen Krieg ermordeten Bürgermeisters Borstorf, auf dem Friedhof | Das Grab des im Dreißigjährigen Krieg zu Tode geschleiften Liebenwerdaer Bürgermeisters Elias Borßdorff befindet sich auf dem örtlichen Friedhof. Das Grabmal wurde 1834 gehoben und erneuert. Weitere Erneuerungen erfolgten in den Jahren 1878 und 1984.                                                                         | Grabdenkmal des im Dreißigjährigen Krieg ermordeten Bürgermeisters Borstorf, auf dem Friedhof |
| 09135502                         | Dorfstraße 21 (Lage) | Alte Schule und Glockenturm                                                                   | Das Gebäude der einstigen Zeischaer Dorfschule wurde im Jahre 1904 mit finanzieller Unterstützung des örtlichen Unternehmers Carl Weiland errichtet. 1907 erfolgte der Bau des unmittelbar benachbarten Glockenturms, wieder mit Unterstützung Weilands, der auch die 1807 in Dresden gegossene Glocke beschaffte und finanzierte. | Alte Schule und Glockenturm                                                                   |
| 09136294 Teilobjekt zu: 09135502 | Dorfstraße 21 ()     | Glockenturm                                                                                   | Der Glockenturm wurde 1907 erbaut. | Glockenturm                                                                                   |
| 09135850 Teilobjekt zu: 09135502 | Dorfstraße 21 ()     | Glocke                                                                                        | Die Glocke wurde 1807 gegossen. | ein Bild hochladen                                                                            |

## Ehemalige Baudenkmale
| ID-Nr. | Lage                                            | Bezeichnung                                                             | Beschreibung | Bild                                                                    |
| ------ | ----------------------------------------------- | ----------------------------------------------------------------------- | --- | ----------------------------------------------------------------------- |
|        | Bad Liebenwerda Heinrich-Heine-Straße 44 (Lage) | Fliesenwand in der Schwimmhalle                                         | Die Fliesenwand befand sich einst in der Bad Liebenwerdaer Schwimmhalle in der Heinrich-Heine-Straße. Diese wurde im Jahre 2010 abgerissen. | Fliesenwand in der Schwimmhalle                                         |
|        | Bad Liebenwerda Waldstraße 1 (Lage)             | Brikettfabrik „Hohenzollern“ (später Ofenfabrik, dann Keramikwerkstatt) | Die Brikettfabrik „Hohenzollern“ entstand von 1889 bis 1890 unter Leitung des Unternehmers Carl Schwabach, der auch als einer der Begründer der regionalen Braunkohlenindustrie gilt. Nachdem sich das für die Versorgung der Fabrik angedachte Kohlefeld als zu klein und zu weit entfernt erwies, wurde der Betrieb bereits im Jahre 1899 eingestellt. Genutzt wurden die Gebäude später jahrzehntelang von einer Ofenfabrik. Im Jahre 2010 erfolgte schließlich ihr Abriss. | Brikettfabrik „Hohenzollern“ (später Ofenfabrik, dann Keramikwerkstatt) |